# Kwazicząstka
Kwazicząstka, quasi-cząstka (łac. quasi – niby) – sposób opisu obiektów fizycznych poprzez przybliżenie skomplikowanego układu teoretyczną cząstką, której własności w pewnym zakresie opisują wyjściowy układ.
Kwazicząstki wprowadza się po to, by znacznie uprościć rachunki oraz operować na prostszych obiektach. Przykładem może być układ wielu oddziałujących ze sobą cząstek, które zastępuje się w przybliżeniu równoważnym układem nieoddziałujących kwazicząstek (np. złożone fermiony w kwantowym ułamkowym efekcie Halla, elektron w krysztale, polaron, dziura w półprzewodniku).
Charakterystyczną cechą kwazicząstek jest renormalizacja własności cząstek wyjściowych i zastąpienie ich wartościami efektywnymi. Do przykładów renormalizowanych własności należy masa, ładunek, spin. Inną charakterystyczną cechą kwazicząstki jest czas życia zależny od parametrów układu i będący zwykle w przypadku kwazicząstek wartością skończoną.
Nie wszystkie własności skomplikowanych układów można przybliżać poprzez kwazicząstki, szczególne trudności sprawiają zjawiska nieperturbacyjne, w których własności układu nie mogą zostać wyliczone poprzez metody rachunku zaburzeń. Mówiąc inaczej, nawet rozwiązanie zagadnienia w nieskończonym rzędzie rachunku zaburzeń (gdyby było technicznie wykonalne) nie dałoby efektów zgodnych z rozwiązaniem ścisłym.

## Typy kwazicząstek
Różnych kwazicząstek jest nieskończenie wiele, tzn. tyle ile różnych modeli i zjawisk, w których można zastosować metody kwazicząstkowe. Do podstawowych typów kwazicząstek można zaliczyć:
- fermiony o zrenormalizowanych własnościach w wyniku oddziaływania z ośrodkiem (polaron),
- układy oddziałujących fermionów (pary Coopera, złożone fermiony),
- bozonowe wzbudzenia układu fermionów (fonony),
- eniony (z ang. anyons) niebędące bozonami ani fermionami.

## Fermionowe i bozonowe własności kwazicząstek
Same kwazicząstki mogą przejawiać fermionowe, bądź bozonowe własności. Na przykład polaron (efekt oddziaływania elektronu z fononami optycznymi podłużnymi) posiada fermionowe własności. Ekscyton (stan związany elektronu i dziury) jako złożenie dwóch fermionów przejawia własności bozonowe. Pamiętać należy jednak, że w ogólności kwazicząstki stanowią przybliżenie i ich własności fermionowe bądź bozonowe nie będą ściśle spełnione. Wspomniany wcześniej ekscyton przy dużej koncentracji par przestaje mieć bozonowe własności. Komutator operatorów kreacji i anihilacji par cząstka dziura ma bozonowe własności z dokładnością do czynnika proporcjonalnego do gęstości par. Przy dużej koncentracji nośników odchylenie od bozonowej relacji staje się duże.

## Kwazicząstki tworzone z innych kwazicząstek
Zastąpienie skomplikowanego układu swobodnymi cząstkami upraszcza hamiltonian. Używając języka kwazicząstek, możemy wyrażać bardziej skomplikowane oddziaływania i wprowadzać nowe kwazicząstki. Procedura ta jest bardzo często spotykana. Wśród przykładów można wymienić
- ekscyton – składa się z
  - elektronu w krysztale – kwazicząstka o zrenormalizowanej masie efektywnej,
  - dziury – kwazicząstka wprowadzona jako brak elektronu w paśmie walencyjnym,
- polaron – składa się z
  - elektronu w krysztale – kwazicząstka o zrenormalizowanej masie efektywnej,
  - fononów – kwazicząstek opisujących drgania sieci krystalicznej.

## Relacja dyspersji dla kwazicząstki
Oprócz zmodyfikowanych własności takich jak masa, czy ładunek kwazicząstka bardzo często posiada zupełnie inną relację dyspersji, niż układ początkowy. Przykładem może być teoria pasmowa, w której relacja dyspersji dla kwazicząstek (elektronów i dziur w krysztale) jest zupełnie różna od relacji dyspersji cząstek stanowiących układ wejściowy (elektrony poruszające się w periodycznym potencjale z relacją dyspersji {\displaystyle E(\mathbf {p} )={\frac {p^{2}}{2m}},} gdzie {\displaystyle p} oznacza pęd, {\displaystyle m} masę elektronu, a {\displaystyle E} energię).